# Eddie Strong
Eddie Strong (eigentlich Edward Frank Strong; * 2. Juni 1936) ist ein ehemaliger britischer Langstreckenläufer.
1962 schied er bei den Leichtathletik-Europameisterschaften in Belgrad über 5000 m im Vorlauf aus. Für England startend wurde er bei den British Empire and Commonwealth Games in Perth Sechster über drei Meilen.

## Persönliche Bestzeiten
- 3000 m: 7:58,11 min, 11. Juni 1962, London
- 5000 m: 13:56,4 min, 13. September 1962, Belgrad